# Maâtz
Maâtz (1796 mit der Schreibweise Maats, 1801 Maast) ist eine französische Gemeinde mit 71 Einwohnern (Stand: 1. Januar 2022) im Département Haute-Marne in der Region Grand Est (bis 2015 Champagne-Ardenne). Sie gehört zum Arrondissement Langres und zum Auberive Vingeanne et Montsaugeonnais. Die Bewohner werden Maatzois genannt.

## Geografie
Die Gemeinde Maâtz liegt am Südrand des Plateaus von Langres, 22 Kilometer südöstlich von Langres im äußersten Süden der Region Grand Est. Durch Maâtz fließt die Resaigne, kurz vor deren Mündung in den Salon. Das 10,82 km² umfassende Gemeindegebiet ist in der Mitte und im Osten von Weide- und Ackerflächen geprägt; im Westen und Norden dominieren größere Waldgebiete (Bois de l’Homme Mort, Bois de Langres). Im Wald La Grande Enceinte im Südwesten der Gemeinde wird mit 361 Metern über dem Meer der höchste Punkt erreicht. Zur Gemeinde zählen die Weiler Les Granges Franches und Le Soc. Umgeben wird Maâtz von den Nachbargemeinden Grandchamp im Norden, Coublanc im Osten und Süden, Dommarien im Südwesten, Chassigny im Westen sowie Saint-Broingt-le-Bois im Nordwesten.

## Bevölkerungsentwicklung
| Jahr      | 1962 | 1968 | 1975 | 1982 | 1990 | 1999 | 2011 | 2021 |
| Einwohner | 142  | 145  | 130  | 132  | 107  | 93   | 84   | 72   |

Im Jahr 1851 wurde mit 284 Bewohnern die bisher höchste Einwohnerzahl ermittelt. Die Zahlen basieren auf den Daten von cassini.ehess und INSEE.

## Sehenswürdigkeiten
- Kirche Saint-Martin, 1825 rekonstruiert[4]
- Monumentalkreuz aus dem Jahr 1773 am Eingang des Friedhofes[5]
- Wegkreuze
- Lavoir

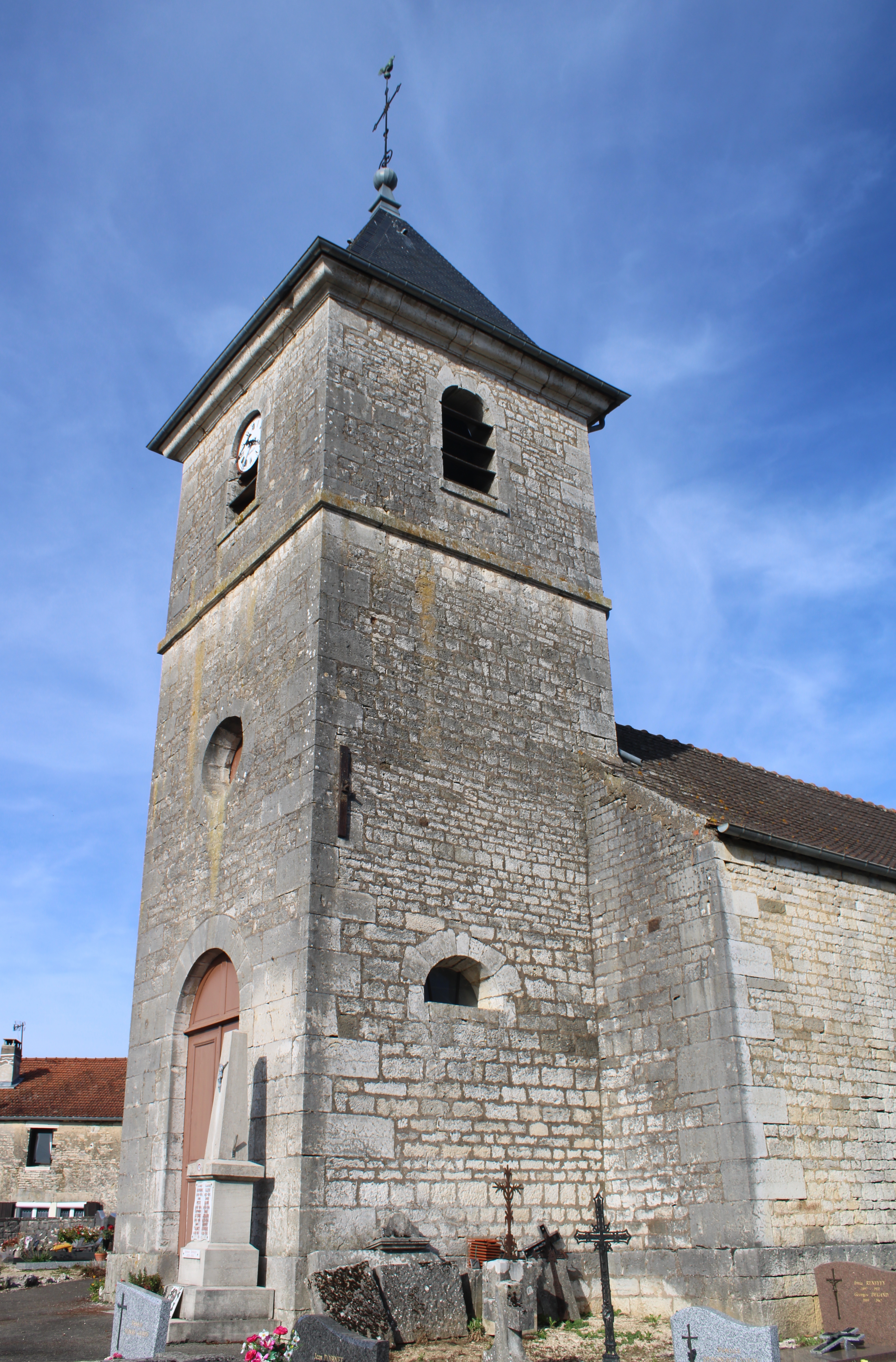
Kirche Saint-Martin
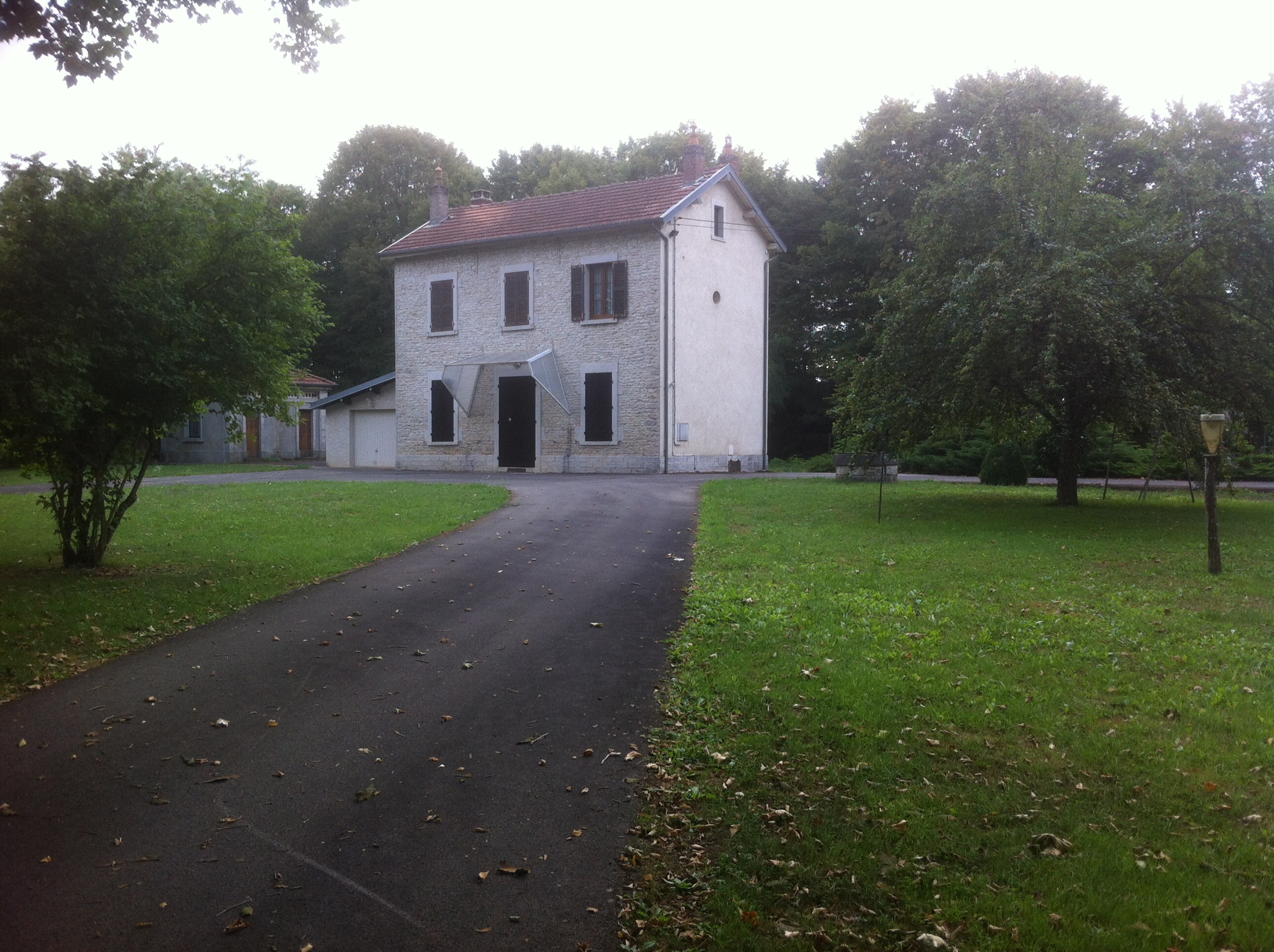
Ehemaliges Bahnhofsgebäude
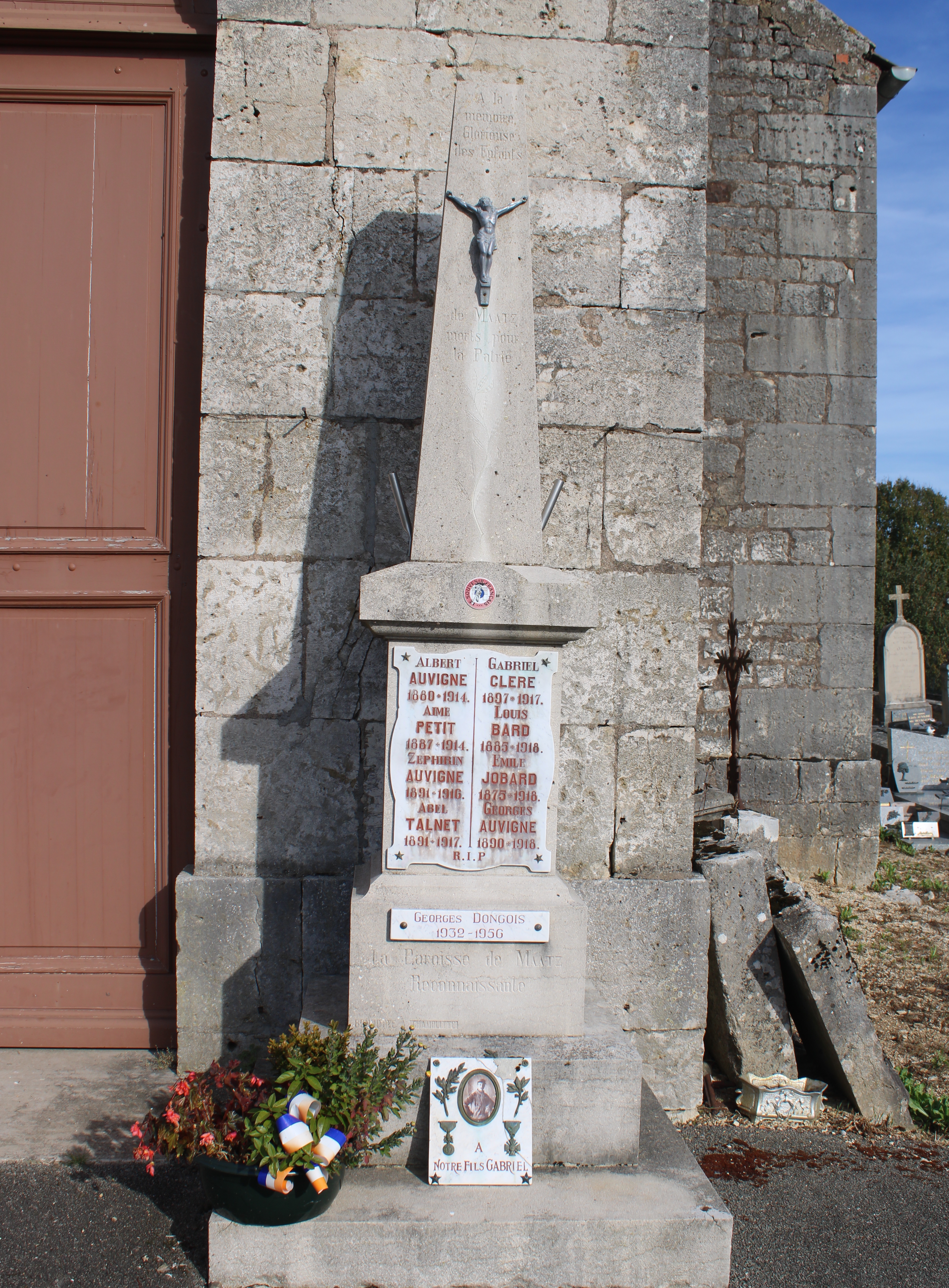
Gefallenendenkmal

## Wirtschaft und Infrastruktur
In Maâtz sind zwei Landwirtschaftsbetriebe ansässig.
Maâtz liegt an der Fernstraße von Chassigny nach Vaite. 21 Kilometer nordwestlich von Maâtz besteht ein Anschluss an die Autoroute A 31. Der nächstgelegene Bahnhof befindet sich im zwölf Kilometer entfernten Ort Chalindrey an der Bahnstrecke Paris–Mulhouse.
Maâtz besaß einen Bahnhof an der 1991 stillgelegten Bahnstrecke Culmont-Chalindrey–Gray.

## Belege
1. ↑  Ortsname auf cassini.ehess.fr
2. ↑  Maâtz auf cassini.ehess.fr
3. ↑  Maâtz auf  insee.fr
4. ↑  Beschreibung und Fotos der Kirche Saint-Martin (Memento des Originals vom 3. März 2016 im Internet Archive)  Info: Der Archivlink wurde automatisch eingesetzt und noch nicht geprüft. Bitte prüfe Original- und Archivlink gemäß Anleitung und entferne dann diesen Hinweis.
5. ↑  Eintrag in der Base Mérimée des Kulturministeriums. Abgerufen am 27. Mai 2019 (französisch).
6. ↑  Landwirte auf annuaire-mairie.fr